# First Class
«First Class» — песня американского рэпера Джека Харлоу. Релиз в качестве второго сингла с будущего альбома Come Home the Kids Miss You прошёл 8 апреля 2022 года через лейблы Generation Now и Atlantic Records.
Сингл сэмплирует песню 2007 года Ферги «Glamorous» и получил виральную известность в сети TikTok ещё до официального релиза.
«First Class» дебютировал под номером один в Billboard Hot 100, став второй песней Харлоу, занявшей первое место в США, после «Industry Baby» в 2021 году. Песня также вошла в чарты Австралии и Новой Зеландии, заняв второе место в Германии, Ирландии, Литве и Великобритании, а также в первой десятке в Финляндии, Норвегии, Швеции и Швейцарии.

## История
Харлоу опубликовал фрагмент трека в социальных сетях 1 апреля 2022 года, частично подписав его: «Как насчёт следующего?». Фрагмент стал вирусным на TikTok, пользователи отреагировали на «летнее настроение» песни, а клипы с этой песней набрали в общей сложности 28,8 миллиона просмотров до её официального выпуска.

## Композиция
В песне Харлоу рэпует о своём «путешествии к успеху», а также «объясняет, что ждёт его попутчика» под мягкую фортепианную мелодию, сэмплируя припев песни Ферги 2007 года «Glamorous». Трек также содержит отсылку к телесериалу Эйфория актёра Angus Cloud.

## Итоговые списки
| Публикация/критик | Список                     | Ранг | Ссылка |
| ----------------- | -------------------------- | ---- | ------ |
| Billboard         | The 100 Best Songs of 2022 | 26   | [ 8 ]  |

## Коммерческий успех
«First Class» дебютировал на первом месте в американском хит-параде Billboard Hot 100, став второй песней Харлоу, занявшей место № 1 в США, после «Industry Baby» в 2021 году. Также сингл несколько недель возглавлял Hot R&B/Hip-Hop Songs и Hot Rap Songs.
Песня провела три недели на первом месте, но не подряд, а в два захода.

## Чарты
| Чарт (2022)                            | Высшая позиция |
| -------------------------------------- | -------------- |
| Австралия (ARIA)                       | 1              |
| Австрия (Ö3 Austria Top 40)            | 2              |
| Канада (Canadian Hot 100)              | 1              |
| Чехия (Singles Digitál Top 100)        | 16             |
| Финляндия (Suomen virallinen lista)    | 6              |
| Германия (GfK)                         | 2              |
| Мир (Global 200, Billbard)             | 2              |
| Ирландия (IRMA)                        | 2              |
| Литва (AGATA)                          | 2              |
| Нидерланды (Single Top 100)            | 9              |
| Новая Зеландия (Recorded Music NZ)     | 1              |
| Норвегия (VG-lista)                    | 7              |
| Португалия (AFP)                       | 11             |
| Швеция (Sverigetopplistan)             | 8              |
| Швейцария (Schweizer Hitparade)        | 2              |
| Великобритания (OCC UK Singles)        | 2              |
| Великобритания (OCC UK Hip Hop/R&B)    | 1              |
| США Billboard Hot 100                  | 1              |
| США (Hot R&B/Hip-Hop Songs, Billboard) | 1              |
| США Mainstream Top 40 (Billboard)      | 6              |
| США (Rhythmic, Billboard)              | 1              |

## Сертификации
| Регион                                                                      | Сертификация | Продажи |
| --------------------------------------------------------------------------- | ------------ | ------- |
| Канада (Music Canada)                                                       | Платиновый   | 80 000  |
| Новая Зеландия (RMNZ)                                                       | Платиновый   | 30 000  |
| Данные о продажах + прослушиваниях приведены только на основе сертификации. |              |         |

## История релиза
| Регион | Дата          | Формат                     | Лейбл                   | Ссылка |
| ------ | ------------- | -------------------------- | ----------------------- | ------ |
| Мир    | 8 апреля 2022 | Цифровые загрузки стриминг | Atlantic Generation Now | [ 1 ]  |